# علي زاوا (فلم)
علي زاوا فيلم مغربي صدر سنة 2000 للمخرج نبيل عيوش يحلل ظاهرة أطفال الشوارع المشردين في ضواحي مدينة الدار البيضاء.
استعمل المخرج نبيل عيوش الأطفال وبالذات «علي زاوا» كمساعدة لوصف الحالة الاقتصادية والاجتماعية لهذه الشريحة الكبيرة من الناس، فقد قدم الفيلم نقدا لاذعا للسلطة ومؤسساتها عن طريق قصة «علي زاوا»، والشخصيات المشاركة في الفيلم هي ليست مصطنعه بل هي من واقع الحياة.

## القصة
قصة علي زاوا تتحدث عن أحد أطفال الشوارع الذي تميز برفضه للسلطة وتسلط الاخرين عليه، وكان علي زاوا ضمن عصابة ولكنه خرج منها لأنه لم يستطع العيش معها وقد تمرد على الوضع الذي كان يعيشوه أطفال الشوارع.
وكان علي زاوا الملقب بأمير الشارع يحلم بأن يصبح بحارا كبيرا وأن يسكن على جزيرة مع الإنسانة التي أحبها، وبعد هذا الحلم الذي كان يود تحقيقه قتل علي زاوا من قبل العصابة الذي تمرد عليها. ليترك أصدقائه الثلاتة في حزنهم ومحاولتهم تحقيق أحلام علي بعد وفاته.
ومن الجدير ذكره أن الفيلم تميز باللغة السينمائية بين ارتباط المشاهد وحوار الكاميرا مع الواقع، وتجسيد الشخصيات لعكس جزء من الواقع وجزء آخر من تحليل شخصية الطفل المتشرد.
صور الفيلم في مدينة الدار البيضاء نهاية وبداية الألفية، ويتناول قصة أبطال الفيلم على مدى ثلاثة أيام متتالية في 99 دقيقة. وقد فاز ورشح لأكثر من 20 جائزة في مهرجانات السينما العالمية.
علي زاوا طفل في العاشرة من عمره وحيد والدته التي كانت دائما تحكي له قبل النوم قصصا عن مغامرات البحارة واكتشافاتهم، ورست أحلامه الصغيرة على أن يكون عندما يكبر بحارا يبحر إلى جزيرة تشرق عليها شمسان ويعيش الناس فيها بسكينة وسلام. ولكنه في أحد الأيام يهرب من بيته بلا رجعة لأنه اكتشف أن والدته مومس.
يتشرد علي زاوا وينضم إلى مجموعة كبيرة من أطفال الشوارع يهجرون العالم الواقعي ليعيشوا في عالم آخر فرض عليهم، فيشكلون عصابة يترأسها أكبر عضو فيهم أبكم في السابعة عشر من عمره. وبالرغم من أن علي أصبح ينتمي إلى عصابة شوارع إلا أنه يحاول أن يبقي على كرامته ويحافظ عليها، وذلك يجعله في نزاع دائم مع زعيم العصابة الذي يمثل القوة والهيمنة. يشكل علي مجموعته الخاصة التي تتكون من ثلاثة من أصدقائه الذين ينفصلون عن البقية. ومنذ بداية الفيلم تحتدم المواجهات والصراع بين المجموعتين مما يؤدي إلى مقتل علي.
يتسبب مقتل علي إلى علامة فارقة في حياة أصدقائه، فيأخذون معهم الجثة ويصبح هدفهم هو إقامة جنازة تليق بصديقهم، فيبحثون له عن لبس بحار لكي يدفن به في محاولة منهم لتحقيق حلمه الذي مات قبل أن يحققه. وتتغير حياة كل فرد منهم لكي يبدءوا في تشكيل أحلامهم وأن يكون كل واحد منهم رجلا له قيمته وكرامته.
انفرد نبيل عيوش بإخراج أفلام تتحدى القمع وتواجه عالم يسيطر عليه الأقوياء، وفي علي زاوا سنشاهد عمل سينمائي يعلن بهدوء وواقعية التمرد على إهدار الكرامة. بعض الممثلين الذين تعامل معهم المخرج استقدمهم من شوارع الدار البيضاء والبعض الآخر من ملجأ للأطفال المشردين، فكان الفيلم نقل حي وتعبيراً صادقاً عن حقيقة وإدانة لمجتمع يهدر الطفولة ويجعلها طريدة بين الشوارع.

## وصلات خارجية
- علي زاوا على موقع IMDb (الإنجليزية)
- علي زاوا على موقع ميتاكريتيك (الإنجليزية)
- علي زاوا على موقع روتن توميتوز (الإنجليزية)
- علي زاوا على موقع نتفليكس (الإنجليزية)
- علي زاوا على موقع قاعدة بيانات الأفلام العربية
- علي زاوا على موقع ألو سيني (الفرنسية)
- علي زاوا على موقع Turner Classic Movies (الإنجليزية)
- علي زاوا على موقع أول موفي (الإنجليزية)
- علي زاوا على موقع فيلمافينيتي (الإسبانية)
- علي زاوا على موقع قاعدة بيانات الأفلام السويدية (السويدية)